# Badalucco
Badalucco est une commune de la province d'Imperia dans la Ligurie en Italie.

## Histoire
Selon des sources historiques locales[4], près de Campo Marzio, situé à l'entrée de la ville, la bataille entre la population ligure et l'armée de l'Empire romain eut lieu en 181 av. J.-C. La victoire de cette dernière sur la population locale marqua la soumission romaine de la Riviera occidentale et des vallées environnantes.
L'ensemble de la région fut la cible d'attaques sarrasines entre les IXe  et  Xe siècles, qui dépeuplèrent les côtes et les vallées ; elles touchèrent également la vallée de l'Argentine et l'abbaye de Taggia[5][6]. Cette dernière fut reconstruite à la fin du Xe siècle, toujours par les moines bénédictins de l'Église Saint-Étienne de Gênes, propriété de Bobbio, qui s'établirent dans la vallée de l'Argentine, à Taggia et Villaregia (aujourd'hui Santo Stefano al Mare), dans la région d'Imperia. Dans le document signé le 20 octobre 1173 entre Porto Maurizio et les hommes de Baalucho, ces derniers autorisent les premiers à paître et à ramasser du bois de chauffage dans leurs forêts, dont les limites sont enregistrées[7].
À partir du XIIe siècle[8], elle fut la seigneurie des comtes de Vintimille (de la branche de l'Alta Valle Argentina) et le comte Oberto lui-même choisit Badalucco comme lieu de résidence[8]. Le même comte de Vintimille se trouva presque contraint, à partir de 1231[8], de conclure les premiers pactes de sujétion envers la municipalité de Gênes, voire, au cours des années suivantes et pour des raisons économiques personnelles, de céder des parts de juridiction ; parmi les créanciers figuraient également les marquis de Ceva Pagano et Michele[8]. Ce furent les fils d'Oberto, Bonifacio et Veirana, qui, à la mort de leur père, entre 1259 et 1260[8], cédèrent définitivement les droits féodaux sur le territoire de Badalucco aux nobles génois Ianella et Giacomo Avvocato qui, en 1261[8], les vendirent à leur tour à la République de Gênes.
Avant la cession génoise, le territoire du comté de Badalucco était divisé comme suit après la mort du comte Oberto de Vintimille : Montalto, Badalucco, Carpasio, Rezzo, Baiardo et la moitié d'Arma et Bussana revinrent à Veirana, tandis que son frère Bonifacio reçut Triora, Castelfranco/Dho et la moitié d'Arma et Bussana[9]. Faisant désormais partie de la domination républicaine génoise, Badalucco était incluse dans le podestat de Triora. En 1525, elle fut touchée par une épidémie de peste[4].
Après la chute de la République de Gênes en 1797 et son annexion à la République ligure[8], la commune de Badalucco fut soumise à la juridiction des Palme dans son propre canton ; en 1803, elle devint le canton de Taggia dans la juridiction des Oliviers[8]. Annexé au Premier Empire français[8], le territoire fut inclus du 13 juin 1805 à 1814 dans le département des Alpes-Maritimes sous le canton de Taggia[8]. Après la chute de Napoléon Bonaparte et le Congrès de Vienne de 1814, il fit partie intégrante du Royaume de Sardaigne à partir de 1815[8], puis du Royaume d'Italie à partir de 1861[8]. De 1859 à 1927, le territoire fut inclus dans le VIe district de Taggia du district de Sanremo, une partie de la province de Porto Maurizio et, avec sa constitution, de la future province d'Imperia[8]. 
Durant la Seconde Guerre mondiale, la ville participa activement à la lutte de libération, avec divers conflits entre les nazis-fascistes et les partisans, comme la bataille de Badalucco.
De 1973 au 30 avril 2011, elle faisait partie de la Communauté de montagne d'Armea Argentine. De 2015 à 2016, elle faisait partie de l'Union des municipalités des vallées d'Armea Argentine.

## Monuments et patrimoine
- Musée en plein air de Badalucco va allier la culture contemporaine et la tradition artistique du passé. Plus de cent travaux en céramique sont placés sur les murs des maisons, mais aussi des murals réalisés par des artistes contemporains: Treccani, Sanguinetti, Fabbri, Salino, Cherchi, Ruga.

## Administration
| Période                                  | Période  | Identité               | Étiquette | Qualité |
| ---------------------------------------- | -------- | ---------------------- | --------- | ------- |
| 14 juin 2004                             | En cours | Giovanni Augusto Boeri |           |         |
| Les données manquantes sont à compléter. |          |                        |           |         |

### Frazione
Argallo, Ciabaudo, Zerni

### Communes limitrophes
Bajardo, Ceriana, Dolcedo, Molini di Triora, Montalto Ligure, Taggia